# 千葉県道246号勝浦港線
千葉県道246号勝浦港線（ちばけんどう246ごうかつうらこうせん）は、千葉県勝浦市浜勝浦の勝浦港から勝浦市墨名の勝浦市墨名交差点へ至る一般県道である。総延長は863m。

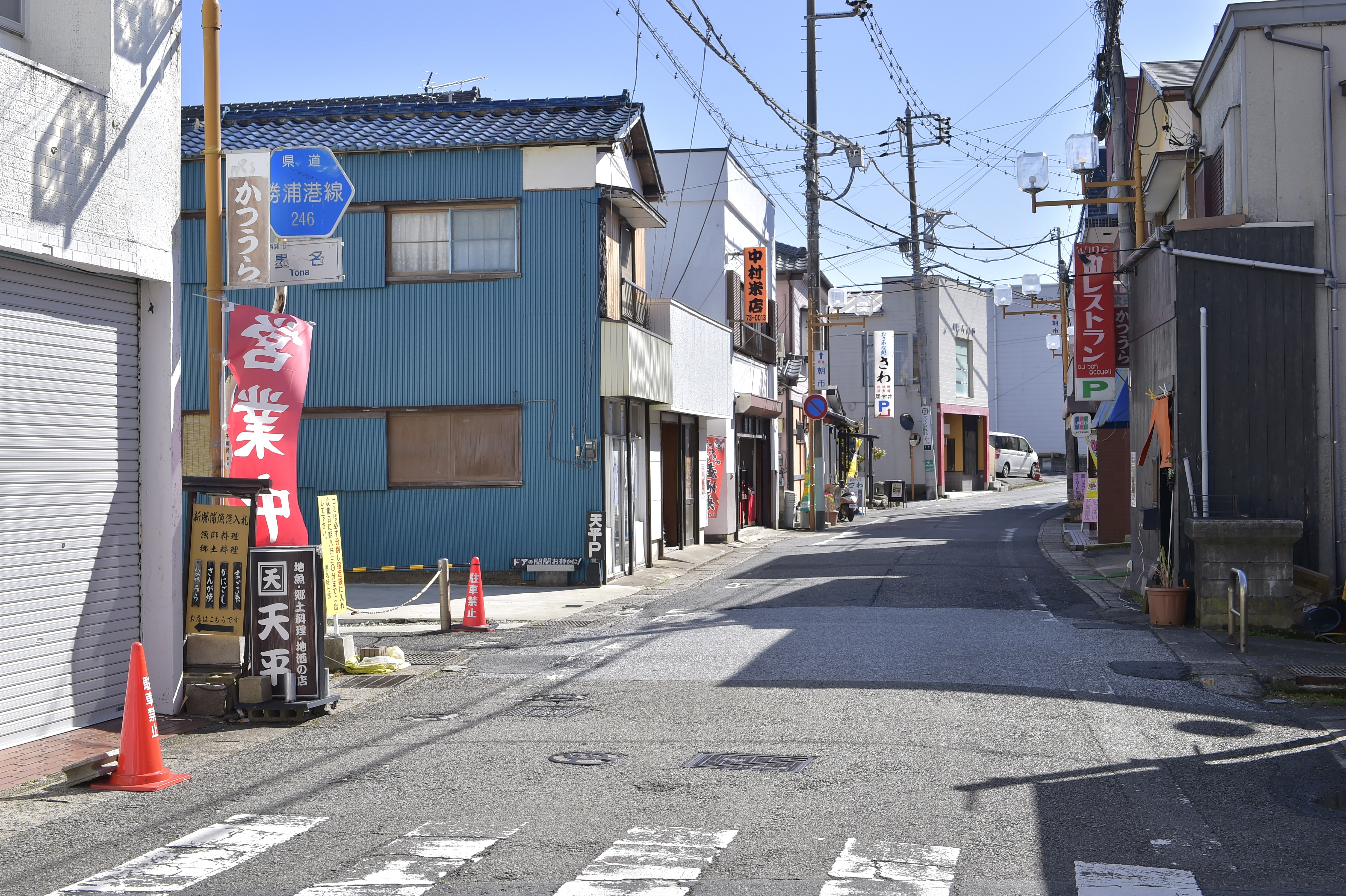
千葉県道246号勝浦港線
勝浦市墨名（2023年2月）

## 概要
区間のうち、京葉銀行勝浦支店前の交差点から終点である勝浦市墨名交差点までは、一方通行規制のため、二輪車、自転車を除く車両は勝浦市墨名交差点からのみ進入可能となっている。

### 路線データ
- 起点：千葉県勝浦市浜勝浦（交差点名標識なし）
- 終点：千葉県勝浦市墨名（勝浦市墨名交差点）
- 総延長：0.863 km（夷隅土木事務所管内：0.863 km[1]）
- 重用延長：0.0 km（夷隅土木事務所管内：0.0 km）
- 実延長：0.863 km（夷隅土木事務所管内：0.863 km[1]）
- Google マップ - 一方通行区間を含むため終点→起点方向に指定

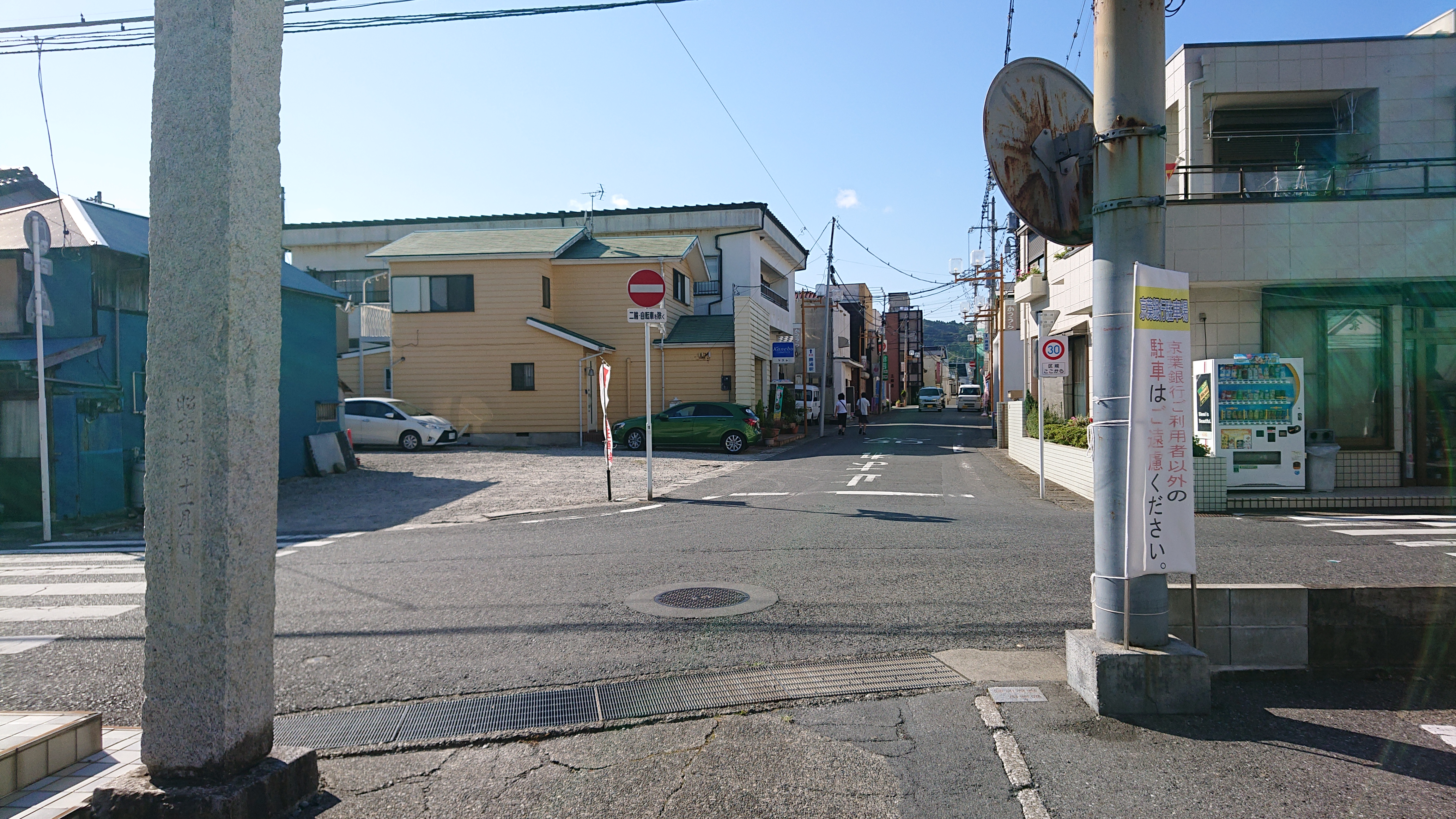
京葉銀行勝浦支店前の交差点。奥側が終点方面、左手側が起点方面。終点方面が一方通行のため車両進入禁止（二輪車、自転車を除く）になっている。
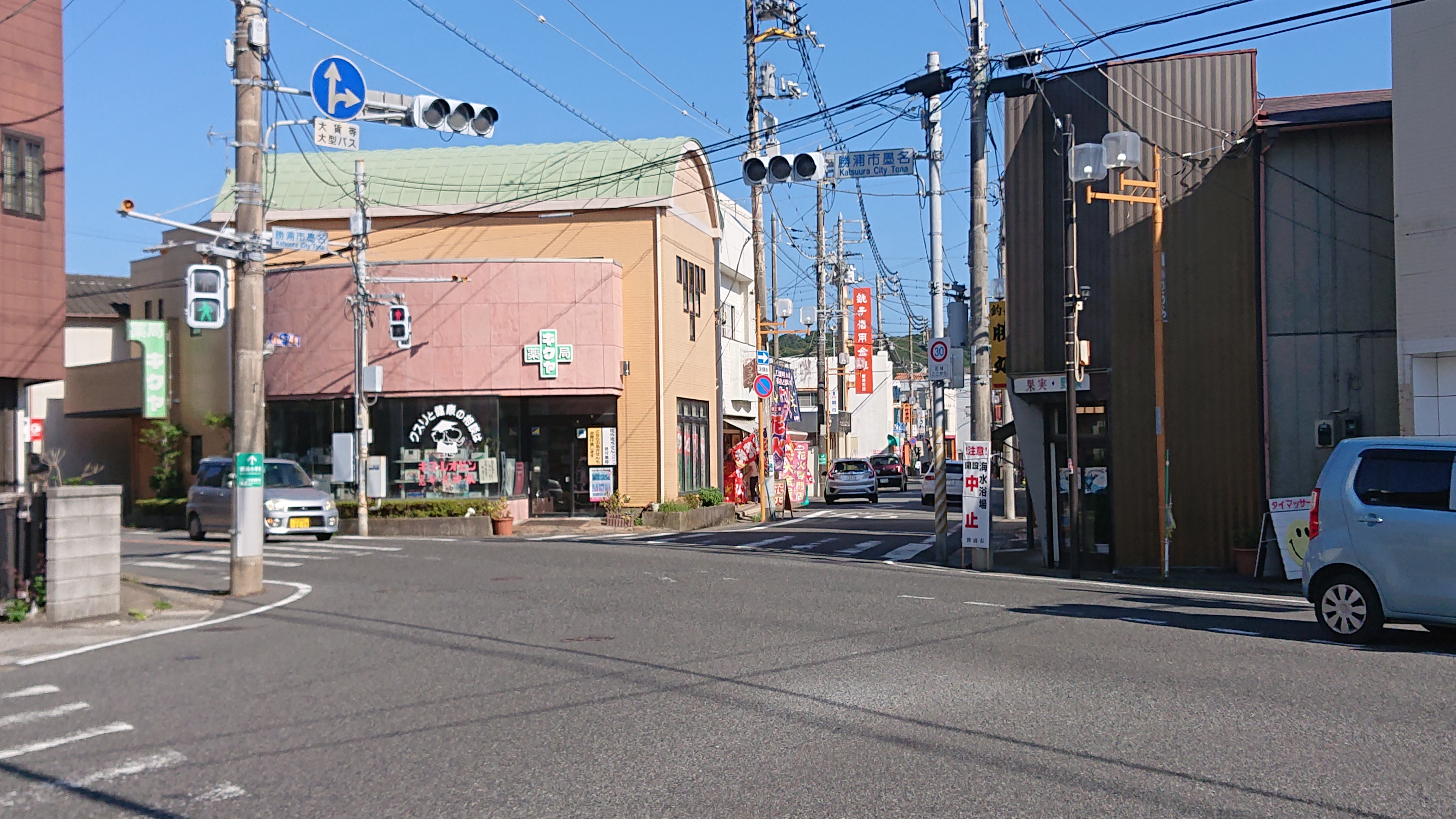
勝浦市墨名交差点。奥側が終点地点、手前が国道297号大多喜方面、右手側が国道297号鴨川方面。

## 道路施設

### 橋梁
- 翁橋（勝浦市墨名、2.6m）[2]
- 境橋 （勝浦市浜勝浦、3.8m）[2]

## 通過する自治体
- 千葉県
  - 勝浦市

## 交差する道路
- 国道297号（勝浦市墨名交差点、終点）